# Dąbrówka (gmina Sławno)
Dąbrówka – wieś w Polsce położona w województwie łódzkim, w powiecie opoczyńskim, w gminie Sławno.
W latach 1975–1998 miejscowość należała administracyjnie do województwa piotrkowskiego.
Wierni kościoła rzymskokatolickiego należą do parafii św. Wojciecha w Kraśnicy.